# Hererós
Hereros ou, raramente, hererós são um povo banto que habita a Namíbia, o Botsuana e Angola. As suas situações e características são relativamente diferentes nos três países.

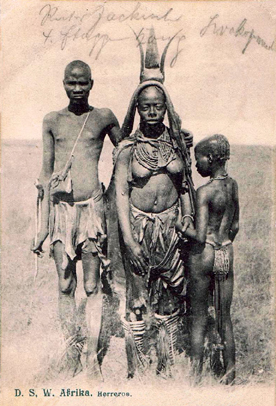
Hereros com traje tradicional no final século XIX.

Diferentemente da maioria dos demais povos bantos, que hoje são fundamentalmente agricultores, os hereros são tradicionalmente pastoris. Embora sejam um povo banto, há evidências de que o povo herero, e a língua por eles falada, receberam influências das antigas populações cuxíticas, do norte da África.

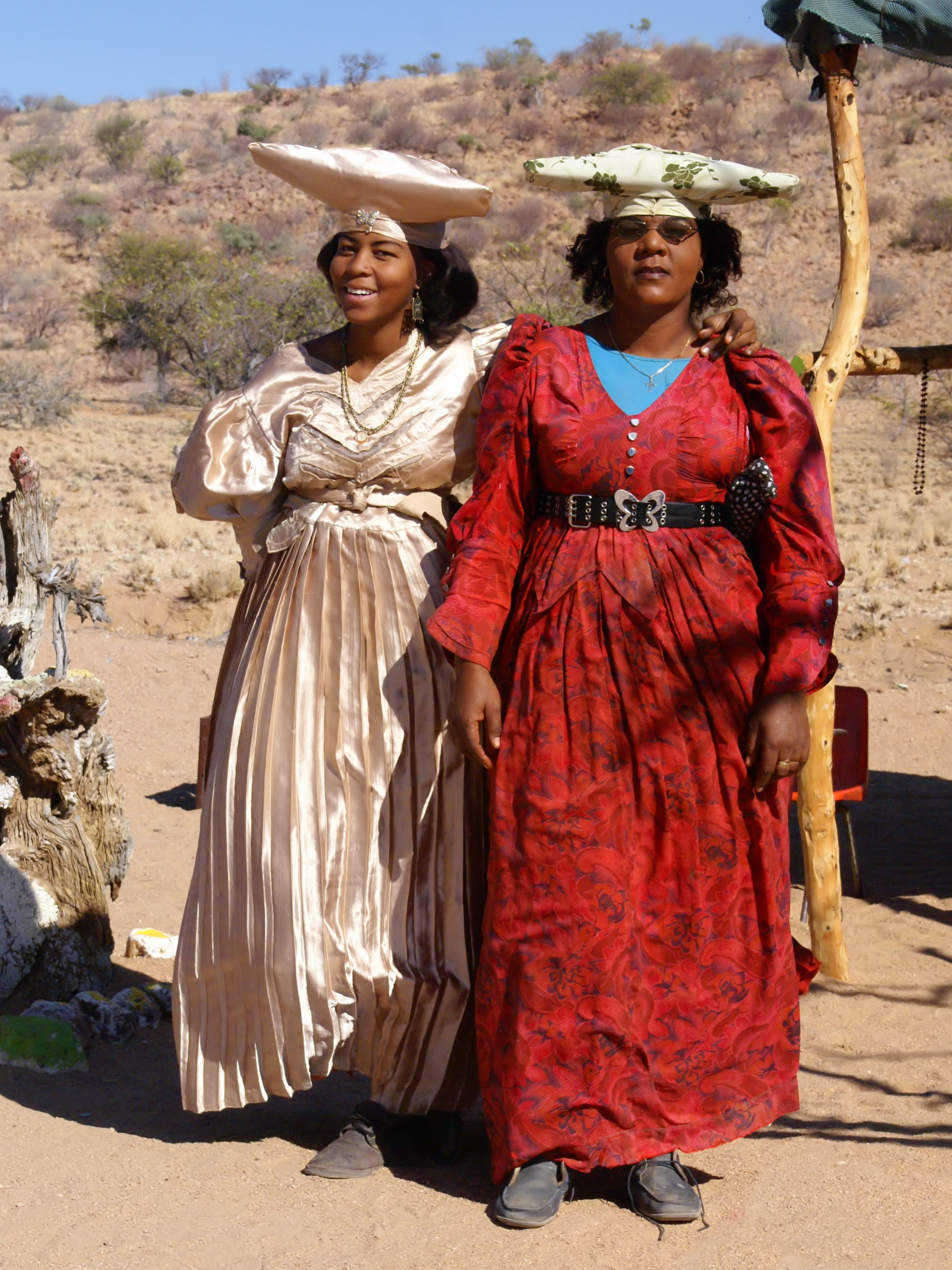
Mulheres hereros com trajes típicos.

É normal que populações hereros ainda cruzem frequentemente a fronteira, por exemplo, entre Angola e Namíbia, nos dois sentidos, em diferentes períodos do ano.

## Os hereros de Angola

Mapa étnico de Angola em 1970 (Área onde se movem os Herero marcada a laranja)

Em Angola, os povos considerados hereros, ou aparentados aos hereros, são os cuvales (vakuval, muitas vezes designados como "mucubais"), os himbas e os dimbas, todos povos pastores, nómades ou seminómades, que vivem nas províncias da Huíla e do Namibe.